# حازم حرب
حازم حرب (1980-) هو فنان تشكيلي فلسطيني، ولد في مدينة غزة. يقيم حاليًا بين روما ودبي. حصل على شهادة الماجستير في الفنون الجميلة من المعهد الأوروبي للتصميم في روما عام 2009. حاصل على إقامات فنية في مؤسسة دلفينا في لندن، وسيت ديزار في باريس، وساتيلايت في دبي.

## أسلوبه الفني
تميزت الكثير من أعماله بدقة طبقاتها المتناهية واستخدامه وثائق أرشيفية من القطع المنسية من فلسطين وحتى الصور العائلية، ويستخدم الحروف المقطعية والتركيب وهو شكل آخر من أشكاله المفضلة. وبعد الحرب على غزة عاد إلى أساسيات الرسم والتلوين. وبدلاً من التحديدات ذات الزاويا القائمة والدقة في أعماله الفنية، أصبحت خطوطه فجأة أكثر إنسيابية وانحناء، وحتى شبحية تتلاعب بالغموض بين التجريد والواقع.

## معارضه الفردية
له عدد من المعرض الشخصية منها:
- معرض" المناظر غير المرئية والمستقبل الملموس" (بتنسيق لارا الخالدي) في متحف صلصالي الخاص في دبي، مارس 2015.
- معرض "البصيرة " في معرض أثر بجدّة، عام 2014.
- معرض "أتخيّلك بلا منزل" في معرض إعتماد بدبي، الإمارات العربية المتحدة عام 2012.
- معرض "هل هذه أول مرة لك في غزة؟" في موزاييك رومز بمؤسسة عبد المحسن القطان المملكة المتحدة عام 2010.
- معرض "أجساد تحترق" (عرض فيديو) في سيتا ديل ألترا إيكونوميا روما، عام 2008.

## معارض جماعية
شارك في عدة معارض جماعية منها:
- "من صُنع الحرب" في متحف لويجي بيجوريني الوطني الإتنوغرافيكي، إيطاليا عام 2007.
- "المبني للمجهول" في مؤسسة المعمل للفن المعاصر، القدس عام 2011.
- "رقعة على عين الشر الخاصة بي" في المركز العربي البريطاني، لندن عام 2010.
- "نظرة من الداخل" في معرض فوتوفيست في هيوستن بينالي، 2014.
- "سفير 6" في غاليريا كونتينوا، فرنسا عام 2013 وعام 2014.
- "قواسم مشتركة" في متحف فيلا شتوك، ميونيخ، عام 2015.
- "السياسة وإنتاج المساحة: المدينة المكتوبة" (بتنسيق ميشال ديوايلد) في قاعة المدينة بروج، بلجيكا، عام 2015.

## جوائزه
ترشح في عام 2008 لجائزة الفنان الشاب من مؤسسة عبد المحسن القطان. وأعماله محفوظة في المتحف البريطاني، ومؤسسة الشارقة للفنون، والمتحف الشرقي جامعة درم، ومتحف صلصالي الخاص.